# Canton d'Eygurande
Le canton d'Eygurande est une ancienne division administrative française située dans le département de la Corrèze, en région Limousin.

## Histoire
Le canton d'Eygurande est l'un des cantons de la Corrèze créés en 1790, en même temps que la plupart des autres cantons français. Il a d'abord été rattaché au district d'Ussel avant de faire partie de l'arrondissement d'Ussel jusqu'en 1926, puis de l'arrondissement de Tulle jusqu'en 1943, puis à nouveau de l'arrondissement d'Ussel.

### Redécoupage cantonal de 2014-2015
Par décret du 24 février 2014, le nombre de cantons du département passe de 37 à 19, avec mise en application aux élections départementales de mars 2015. Le canton d'Eygurande est supprimé à cette occasion. Ses dix communes sont alors rattachées au canton d'Ussel.

## Géographie
Ce canton était organisé autour d'Eygurande dans l'arrondissement d'Ussel. Son altitude variait de 590 m (Merlines) à 916 m (Lamazière-Haute) pour une altitude moyenne de 778 m.

## Administration

### Conseillers d'arrondissement (de 1833 à 1940)
| Période                                  | Période          | Identité                                 | Étiquette   | Qualité |
| ---------------------------------------- | ---------------- | ---------------------------------------- | ----------- | --- |
| 1833                                     | 1836             | Pierre Jean Simonnet                     |             | Maire d'Eygurande                                                                                           |
| 1836                                     | 1842             | Jean Baptiste Amable Choriol (1800-1859) |             | Notaire à Eygurande                                                                                         |
| 1842                                     | 1848             | M. Levadour                              |             | Expert géomètre, propriétaire à Eygurande                                                                   |
|                                          |                  |                                          |             | |
| 1886                                     | 1886 (démission) | M. Tinlot                                | Républicain | |
| 1898                                     |                  | Auguste Gouyon                           | Radical     | Maire de Couffy-sur-Sarsonne                                                                                |
|                                          |                  |                                          |             | |
| 1922                                     |                  | M. Continsuzat                           | Radical     | |
|                                          |                  |                                          |             | |
| 1931                                     |                  | M. Monéger                               | Radical     | |
| 1940                                     |                  |                                          |             | Les conseils d'arrondissement ont été suspendus par la loi du 12 octobre 1940 et n'ont jamais été réactivés |
| Les données manquantes sont à compléter. |                  |                                          |             | |

### Conseillers généraux de 1833 à 2015
| Période | Période      | Identité                 | Étiquette    | Qualité |
| ------- | ------------ | ------------------------ | ------------ | --- |
| 1833    | 1842         | Charles Eugène Lébraly   | Droite       | Avocat, député (1848-1849) |
| 1842    | 1858         | Antoine Marie Pélissière |              | Notaire, maire de Lamazière-Haute |
| 1858    | 1867         | Francis Moncorier-Duléry |              | Propriétaire et juge de paix à Eygurande |
| 1867    | 1899 (décès) | Jean-François Longy      | Républicain  | Médecin - Maire d'Eygurande |
| 1899    | 1907         | Émile Bargy              | Républicain  | Médecin en chef de l'asile de la Cellette, à Eygurande |
| 1907    | 1925         | Simon Louradour          | RG           | Docteur à Eygurande |
| 1925    | 1940         | Annet Thomas             | Rad.         | Ancien notaire, maire d'Eygurande |
|         |              |                          |              | |
| 1942    | 1945         | Jean-Baptiste Lepeytre   |              | Maire de Lamazière-Haute Nommé conseiller départemental en 1942 |
|         |              |                          |              | |
| 1945    | 1975 (décès) | Antoine Tinlot           | DVD          | Cultivateur et hôtelier - Maire d'Aix |
| 1975    | 1979         | Paul Couzelas            | DVD          | Exploitant agricole Maire d'Aix |
| 1979    | 1992         | Annie Lhéritier          | RPR          | Chargée de mission auprès de Jacques Chirac |
| 1992    | 2011         | Pierre Chevalier         | RPR puis UMP | Agriculteur Maire de Laroche-près-Feyt |
| 2011    | 2015         | Alain Ballay             | PS           | Infirmier psychiatrique puis artisan menuisier Conseiller municipal d'Aix Vice-président du Conseil général Député-suppléant de Sophie Dessus, député de 2016 à 2017 |

### Élections cantonales de 2004
Source : Ministère de l'Intérieur, de l'Outre-mer et des Collectivités territoriales
1er tour
- Joseph Friederich (PS) - 30,55 %
- Pierre Chevalier (UMP), maire de Laroche-près-Feyt - 49,07 %
- Jeanne Champseix (FN) - 6,84 %
- Roger Gouttebelle (PCF) - 13,55 %

2e tour
- Joseph Friederich (PS) - 46,16 %
- Pierre Chevalier (UMP), maire de Laroche-près-Feyt - 53,84 % - Élu

### Élections cantonales de 2011
| Candidats      | Candidats          | Étiquette        | Premier tour | Premier tour | Second tour | Second tour |
| Candidats      | Candidats          | Étiquette        | Voix         | %            | Voix        | %           |
| -------------- | ------------------ | ---------------- | ------------ | ------------ | ----------- | ----------- |
|                | Alfred Descamps    | FG (PG)          | 116          | 8,46         |             |             |
|                | Jean-Marc Rebeille | PS               | 287          | 20,93        |             |             |
|                | Alain Ballay       | DVG (Socialiste) | 417          | 30,42        | 797         | 53,42       |
|                | Pierre Chevalier*  | Majorité         | 551          | 40,19        | 695         | 46,58       |
|                |                    |                  |              |              |             |             |
| Inscrits       | Inscrits           | Inscrits         | 2049         | 100,00       | 2047        | 100,00      |
| Abstentions    | Abstentions        | Abstentions      | 577          | 28,16        | 446         | 21,79       |
| Votants        | Votants            | Votants          | 1472         | 71,84        | 1601        | 78,21       |
| Blancs et nuls | Blancs et nuls     | Blancs et nuls   | 101          | 4,93         | 109         | 5,32        |
| Exprimés       | Exprimés           | Exprimés         | 1371         | 66,91        | 1492        | 72,89       |

*sortant

## Composition
Le canton d'Eygurande regroupait dix communes et comptait 2 650 habitants au 1er janvier 2012.
| Nom                   | Code Insee | Intercommunalité            | Superficie (km2) | Population (dernière pop. légale) | Densité (hab./km2) |
| --------------------- | ---------- | --------------------------- | ---------------- | --------------------------------- | ------------------ |
| Eygurande (chef-lieu) | 19080      | CC Haute-Corrèze Communauté | 34,37            | 673 (2014)                        | 20                 |
| Aix                   | 19002      | CC Haute-Corrèze Communauté | 48,02            | 382 (2014)                        | 8                  |
| Couffy-sur-Sarsonne   | 19064      | CC Haute-Corrèze Communauté | 14,05            | 78 (2014)                         | 5,6                |
| Courteix              | 19065      | CC Haute-Corrèze Communauté | 10,09            | 63 (2014)                         | 6,2                |
| Feyt                  | 19083      | CC Haute-Corrèze Communauté | 19,56            | 133 (2014)                        | 6,8                |
| Lamazière-Haute       | 19103      | CC Haute-Corrèze Communauté | 15,31            | 65 (2014)                         | 4,2                |
| Laroche-près-Feyt     | 19108      | CC Haute-Corrèze Communauté | 17,24            | 70 (2014)                         | 4,1                |
| Merlines              | 19134      | CC Haute-Corrèze Communauté | 14,07            | 758 (2014)                        | 54                 |
| Monestier-Merlines    | 19141      | CC Haute-Corrèze Communauté | 9,48             | 324 (2014)                        | 34                 |
| Saint-Pardoux-le-Neuf | 19232      | CC Haute-Corrèze Communauté | 10,54            | 81 (2014)                         | 7,7                |

## Démographie
| 1962  | 1968  | 1975  | 1982  | 1990  | 1999  | 2006  | 2011  | 2012  |
| ----- | ----- | ----- | ----- | ----- | ----- | ----- | ----- | ----- |
| 4 109 | 3 924 | 3 589 | 3 484 | 3 125 | 2 829 | 2 699 | 2 661 | 2 650 |